# 넥슨 코리아
넥슨 코리아(영어: NEXON Korea)는 대한민국의 게임 제작 · 배급사인 넥슨의 대한민국 법인이다.

## 개요
넥슨 코리아는 대한민국에서 일반적으로 넥슨으로 불리는 기업으로, 1994년 12월 서울에서 김정주가 창립했으며, 1996년 4월에 세계 최초의 그래픽 MMORPG이자 최장수 상용화 온라인 게임 《바람의 나라》를 개발했다. 이후, 다양한 장르에 걸친 다양한 온라인 게임들을 개발해 서비스했으며, 빠른 속도로 성장해 국내 최고의 온라인 게임 제작 및 배급사로 거듭났다. 또한, 활발한 기업 인수 및 합병을 통해 다수의 게임 개발사를 자회사로 편입시켰고, 그 중 일부는 모기업의 매출액 성장에 많은 기여를 하고 있다. 현재 넥슨에서는 《메이플스토리》,《FC 온라인》,《던전앤파이터》,《서든어택》,《카트라이더: 드리프트》,《크레이지 아케이드》,《마비노기》,《사이퍼즈》,《엘소드》,《카운터스트라이크 온라인》 등 66여 종의 온라인 게임을 110여 개국에 서비스하고 있으며, 이 외에도 모바일 게임 사업에 진출, 《판타지러너즈 for Kakao》, 《바운드몬스터즈》, 《넥슨 프로야구마스터 2013》, 《메이플스토리 Live》《카트라이더 러쉬플러스》 등 다양한 모바일 게임을 서비스 중에 있다. 또한, 자사 게임의 IP(Intellectual Property, 지적재산권)를 활용한 출판, 애니메이션, 캐릭터 상품 출시 등 라이선스 사업을 활발히 펼치고 있다.
넥슨은 2011년 12월, 넥슨 일본법인의 발행주식을 도쿄증권거래소 1부 시장에 상장했다. 현 넥슨 그룹의 본사는 넥슨 일본법인(과거 넥슨 재팬)으로, 넥슨 한국법인으로부터 본사의 지위를 승계 받고 사명을 ‘넥슨 재팬'에서 ‘넥슨’으로 변경했으며, 넥슨 한국법인의 사명은 ‘넥슨’에서 ‘넥슨 코리아’로 바뀌었다.
지분구조상 넥슨 일본법인이 넥슨코리아의 지분 100%를 보유함에 따라 넥슨코리아를 지배하고 있으며, 동시에 대한민국 제주특별자치도에 본사를 두고 있는 그룹의 지주사이자, 넥슨 일본법인의 최대 주주(61.77%/ 2013년 9월 말 기준)인 NXC의 지배를 받고 있다. 따라서 비록 본사는 일본에 있으나, 그룹의 모든 의사 결정권을 NXC가 갖고 있다. 국내에서는 넥슨 한국법인을 가리켜 ‘넥슨코리아’ 또는 ‘넥슨’으로 부르고 있다. 넥슨 그룹의 지주사인 엔엑스씨(NXC)는 한국 제주도에 위치해있다.

## 현재 배급 중인 게임
- 메이플스토리 (넥슨)
- 마비노기 (넥슨)
- 바람의 나라 (게임하이)
- 테일즈위버 (게임하이)
- 에버플래닛 (게임하이)
- 어둠의 전설 (게임하이)
- 아스가르드 (게임하이)
- 일랜시아 (게임하이)
- 샤이아 (넥슨)
- 아틀란티카 (엔도어즈)
- 던전앤파이터 (네오플)
- 엘소드 (KOG)
- 마비노기 영웅전 (넥슨)
- 파이터스클럽 (KOG)
- 크레이지 아케이드 (넥슨)
- 카트라이더: 드리프트 (니트로 스튜디오)
- 크레이지슈팅 버블파이터 (넥슨)
- 서든어택 (게임하이)
- 서든어택 쇼핑레이서 (넥슨)
- 카운터-스트라이크: 온라인 (넥슨, 밸브 코퍼레이션)
- 카운터-스트라이크: 온라인 2 (넥슨, 밸브 코퍼레이션)
- 워페이스 (크라이텍)
- 컴뱃암즈 (넥슨)
- 도타 2 (밸브 코퍼레이션)
- 사이퍼즈 (네오플)
- 카오스 온라인 (네오액트)
- 능력자X (조이시티)
- FC 온라인 (일렉트로닉아츠)
- 프리스타일 풋볼 (조이시티)
- 프리스타일 2 (조이시티)
- 로스트사가 (아이오게임즈)
- 메이플스토리 2 (넥슨)
- 서든어택 2 (넥슨) (2016년 9월 정기점검에 서비스종료)
- 천애명월도 온라인 (텐센트 오로라 스튜디오)
- 카트라이더 러쉬플러스 (넥슨)
- 바람의 나라: 연 (넥슨)
- V4 (넥슨)
- 메이플스토리m (넥슨)
- FC 모바일(EA)
- 두근두근 쇼핑몰(넥슨)
- 프라시아 전기 (넥슨)

## 자회사 및 관계사

### 자회사
- 넥슨지티: 2000년 설립된 게임 개발사로, 서든어택, 데카론 등의 개발을 담당하고 있으며, 2010년 5월 넥슨에 인수되었다. 2013년 9월 넥슨의 자회사 넥스토릭과 합병했으며, 2014년 3월 사명을 게임하이에서 넥슨지티(NEXON GT)로 변경했다. 넥스토릭은 바람의 나라, 아스가르드, 어둠의전설, 테일즈위버, 일랜시아 등 클래식 RPG 5종 및 에버플래닛의 개발을 담당하고 있는 개발 스튜디오다. 2022년 3월 31일 넷게임즈와 합병하여 넥슨게임즈로 변경되었다.
- 네오플: 2001년 설립된 게임 개발사로, 던전앤파이터, 사이퍼즈의 개발을 담당하고 있으며, 2008년 7월 넥슨에 인수되었다.
- 엔도어즈: 1999년 설립된 다중접속역할 수행게임(MMORPG) 전문 개발사로, 아틀란티카, 군주온라인, 삼국지를품다, 영웅의군단 등의 개발을 담당하고 있으며, 2010년 5월 넥슨에 인수되었다.
- 넥슨네트웍스: 2002년 설립된 넥슨의 자회사로 넥슨이 서비스하는 게임의 운영, 고객 서비스, QA를 담당한다.
- 넥슨커뮤니케이션즈: 2011년 부산에 설립됐으며, 넥슨에서 서비스하는 게임의 운영서비스 및 고객지원 업무를 담당하고, 오프라인 놀이터 ‘더놀자’를 운영하고 있다. 2012년 4월 정부로부터 ‘자회사형 표준사업장’ 인증을 받았다.
- 엔미디어플렛폼 : 2015년 인수 PC방 관리프로그램 솔루션
- 넥슨게임즈 : 2022년 3월 31일, 넥슨지티와 넷게임즈를 합병하여 넥슨게임즈를 설립하였다. 서든어택, V4, AxE, 블루아카이브를 개발 및 서비스 하고 있으며 Hit 2, 프로젝트 D를 개발 중이다.
- 니트로 스튜디오 :  2020년 설립된 게임 개발사로, 카트라이더: 드리프트의 개발을 담당한다.

### 관계사
- 조이시티: 프리스타일1, 프리스타일2, 프리스타일 풋볼, 룰더스카이, 메이플스토리 빌리지 등의 개발 및 배급을 담당하고 있다.
- 엔씨소프트: 리니지, 아이온, 블레이드앤소울 등 MMORPG 전문 게임업체로, 2012년 6월 넥슨이 엔씨소프트 최대 주주로 등극했다.
- 제오젠
- 니트머스
- 휴먼웍스
- 인티브소프트
- 이야소프트

### 협력회사
- 스피어헤드 (전 EA 서울 스튜디오): FIFA 온라인 3 개발을 담당한다.
- 밸브 코퍼레이션: 카운터스트라이크 온라인, 카운터스트라이크 온라인2를 넥슨과 공동개발했으며, DOTA 2 개발을 담당한다.
- 크라이텍: 워페이스 개발을 담당한다.
- 마텔 코리아 오션 런너 개발을 담당한다.
- 세기천성: 카트라이더 러쉬플러스 개발을 담당했다.

## 갤러리

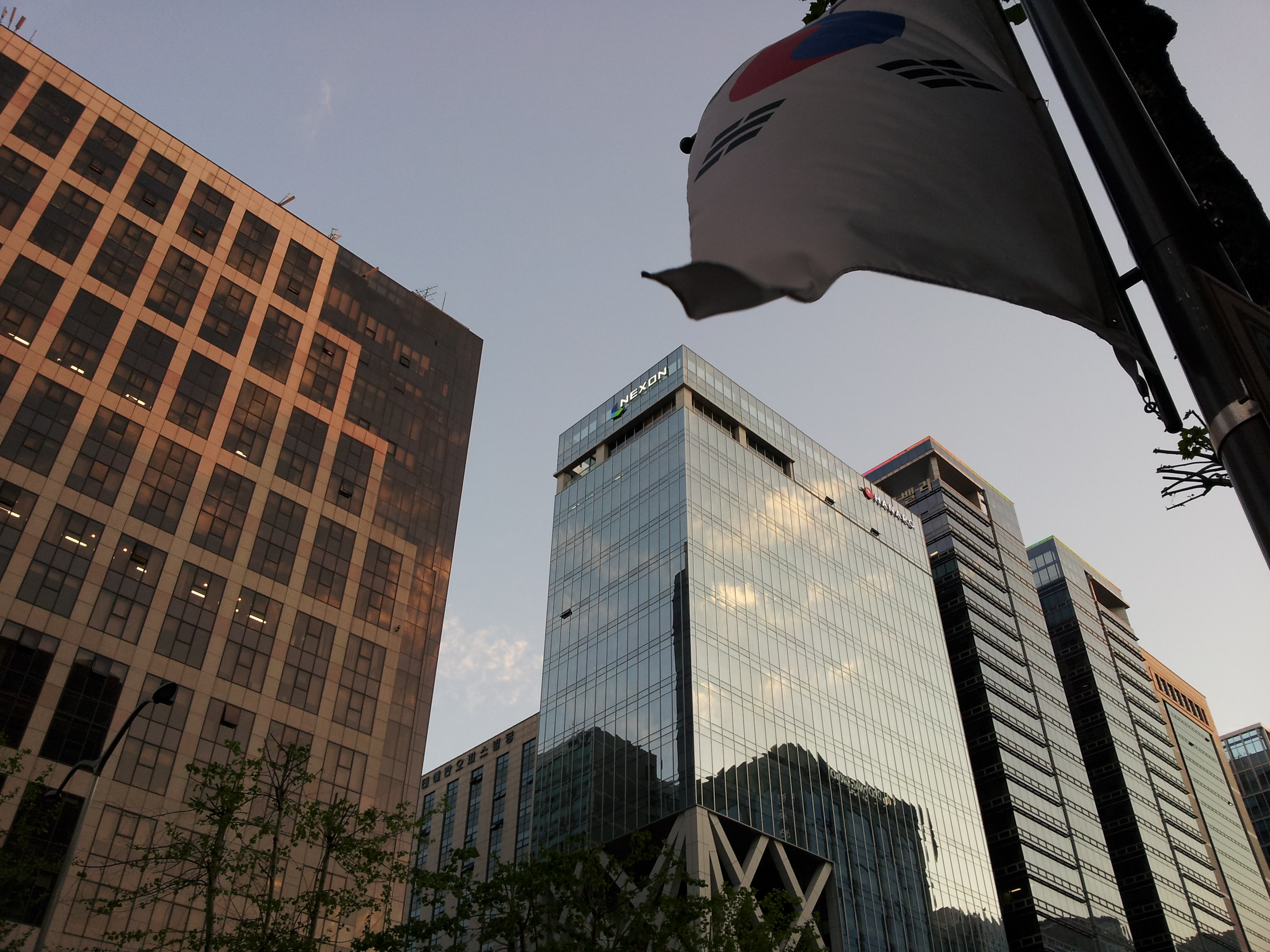
넥슨 코리아 본사 구 빌딩

## 참고
- Nexon America Second Quarter Revenues Increase 38 Percent over 2010. Business Wire (August 17, 2011). October 5, 2011에 보존된 문서. October 5, 2011에 확인.
- "게임업체 넥슨, 도쿄증권거래소 상장(종합)”, 《연합뉴스》, 2013년 2월 14일 작성. 2013년 2월 14일 확인.

사업상 설립일은 2005년 10월 1일인데, 이는 기존의 넥슨 한국지사(현 NXC)가 분할하면서 지주회사로 전환하고 모든 서비스가 신설법인으로 이전되었기 때문이다.